# Kulcsár István (újságíró)
Kulcsár István (Budapest, 1932. augusztus 27. –) Rózsa Ferenc-díjas és Aranytoll díjas magyar újságíró, író, rádiós és televíziós személyiség.

## Életrajza
Kulcsár István (1901–1986) orvos, pszichiáter és Fazekas Anna (1905–1973) írónő fia. Gimnáziumba a Budapesti Református Gimnáziumba, a Sárospataki Református Gimnáziumba és a budapesti Kölcsey Ferenc Gimnáziumba, egyetemre a budapesti Lenin Intézetbe, az Urali Állami Egyetemre és a Leningrádi Állami Egyetem újságíró szakára járt.
1955/56-ban a Szabad Nép munkatársa, 1957-ben az Élet és Irodalom rovatvezetője, 1957 és 2006 között a Magyar Rádió munkatársa, főmunkatársa, moszkvai, illetve New York-i tudósítója, közben mellékállásban a Mai Nap munkatársa, 2006 és 2011 között a Metropol olvasószerkesztője. Külső munkatársként, tudósítóként közreműködött a Magyar Televízióban, továbbá a Március Tizenötödike, a Rádió- és Televízió Újság, a Magyar Nemzet, az Ország-világ, a Magyar Ifjúság, a Magyarország és a 168 Óra című lapokban. 1982/83-ban a New York-i székhelyű Foreign Press Association főtitkára volt. Az Európai Újságírók Szövetsége magyar tagozatának alelnöke.
Öt gyermeke és hét unokája van. Felesége Péteri Teréz újságíró.

## Közéleti tevékenysége
Tagja az Aranytollas Újságírók Társaságának, a Magyar ENSZ Társaság kormányzótanácsának.

## Könyvei
- A világűr meghódítói, 1962
- Leningrád és környéke (útikönyv), 1963
- Doktor Matróz a fedélzeten, 1967
- Szovjetunió (útikönyv), társszerző, 1970
- Mikrofonnal az Északi-sarkon, 1973
- Legország – New York-i levelek, 1985 (ISBN 9633160979)
- Tudósítás Átlagamerikából, 1987
- A jégfüggöny lehull (Csák Elemérrel), 1990
- Távol Európától, 2004
- Mitya – Egy pesti kisfiú emlékiratai gyerekeknek (és felnőtteknek), 2010 (ISBN 9789634465720)
- Szexmentes övezet – Tudósítások az átkosból, 2014 (ISBN 9786155332647)
- Kartársak és kortársak – Egy obsitos rádióriporter visszaemlékezései, 2015 (ISBN 9786155332807)
- Darabont – Hírszerző voltam Budapesten (Mihail Kamjanyicin néven), 2015 (ISBN 9786155332982)
- Gyilkosság a Magyar Rádióban, 2017 (ISBN 9786155693182)
- Dzsihád a Duna-parton, 2018 (ISBN 9786155693342)
- Nem ezt ígértétek! – Regénynek álcázott korrajz, 2020 (ISBN 9786155693960)
- Gyilkosság a magyar követségen – Kriminek álcázott hely- és korrajz, 2021 (ISBN 9789635570126)
- Privát panoptikum. Amikor én még kissrác voltam…. 2022 (ISBN 9789635570430)
- Amerikából jöttem. Önéletrajzi szilánkok; Atlantic Press, Budapest, 2023 (ISBN 9786155693816)
- Szülőföldem, Lipócia; Atlantic Press, Budapest 2024 (ISBN 978-963-557-086-7)
- Szülőföldem, Lipócia. Második bővített kiadás, Atlantic Press, Budapest 2025. (ISBN 9789635571208)

## Díjai, elismerései
- Munka Érdemrend ezüst fokozata (1973)[1]
- Rózsa Ferenc-díj (1986)
- Aranytoll (2014)
- Radnóti Miklós antirasszista díj (2022)[2]